# Atu Lintang (plaats)
Atu Lintang is een bestuurslaag in het regentschap Aceh Tengah van de provincie Atjeh, Indonesië. Atu Lintang telt 2261 inwoners (volkstelling 2010).